# Broker (Film)
Broker (Originaltitel: 브로커 RR Beurokeo, deutsch ‚Makler‘, Arbeitstitel: Baby, Broker, Boxer) ist ein südkoreanischer Spielfilm von Hirokazu Koreeda aus dem Jahr 2022. Der Film wurde im Wettbewerb des Filmfestivals von Cannes im Mai 2022 uraufgeführt.

## Handlung
Sang-hyun, Besitzer einer kleinen Textilreinigung, wird von lokalen Gangstern erpresst, und ist daher in Geldnot. Sein Freund Dong-soo arbeitet bei der nahegelegenen Kirche, die eine Babyklappe betreibt. Das nutzen die beiden gelegentlich, um dort abgegebene Kinder zu entwenden und illegal an Interessenten zu verkaufen, denen eine offizielle Adoption verwehrt ist.
Die Polizistinnen Su-Jin und Lee observieren schon seit einiger Zeit die Babyklappe. Sie sind den beiden auf der Spur, können ihnen aber nur das Handwerk legen, wenn es tatsächlich zu einer Übergabe kommt.
In einer regnerischen Nacht lässt die junge Mutter So-young ihren kleinen Sohn Woo-sung vor der Babyklappe zurück.
Am nächsten Tag kehrt So-young unerwartet zur Babyklappe zurück, doch dort weiß man nichts von ihrem Kind. Dong-soo folgt ihr daraufhin bis zur Bushaltestelle und nimmt sie mit zu Sang-Hyun. Dort erfährt sie, dass die beiden Woo-Sung an sich genommen haben, um geeignete Eltern für eine Adoption zu finden. Obwohl So-young den Männern kaum Glauben schenkt, beschließt sie aus Mangel an Alternativen, sich der Mission anzuschließen, und macht sich mit den beiden Männern in Sang-Hyuns altersschwachem Lieferwagen auf die Reise.
Nachdem das erste Verkaufsgespräch scheitert, weil So-Young mit den potentiellen Käufern nicht einverstanden ist, machen die drei Zwischenstation in dem Kinderheim, in dem Dong-Soo aufgewachsen ist. Bei der Weiterfahrt müssen sie feststellen, dass sich der kleine Hae-Jin – ein Heimbewohner, der Zutrauen zu den Besuchern gefasst hat – heimlich mit in ihr Auto geschlichen hat. Um nicht von ihm verraten zu werden, geben die Erwachsenen seinem Wunsch nach, weiter mit ihnen reisen zu dürfen.
Su-Jin und Lee, die die Gruppe weiter verfolgen, inszenieren eine scheinbare Übergabe in der Hoffnung, sie auf frischer Tat ertappen zu können. Doch die verdeckten Ermittler stellen sich so dumm an, dass die Tarnung auffliegt. Daraufhin durchsucht Dong-Soo den Van und findet einen Peilsender, den er an ein fremdes Auto montiert. Die Gruppe reist nun zu einem weiteren Verkaufsgespräch mit dem Zug nach Seoul im Glauben, die Verfolger abgehängt zu haben. Doch So-Young schickt den Polizistinnen heimlich eine Nachricht – diese hatten bereits zuvor Kontakt zu ihr aufgenommen, und von ihr erfahren, dass sie wegen eines Mordes an einem Freier auf der Flucht ist, und darum Woo-Sung nicht behalten kann. Su-Jin und Lee hatten ihr daraufhin Straferleichterung zugesichert, falls sie ihre Komplizen ausliefern würde. Unterdessen erfährt Sang-hyun von einem der Gangster aus seiner Nachbarschaft, dass die Witwe des ermordeten Freiers ebenfalls an Woo-Sung interessiert ist, und beschließt, die anderen auszubooten, um sich mit dem Geld seiner Schulden zu entledigen.
Nachdem sich das Paar in Seoul als anscheinend ehrlich und wohlmeinend zeigt, beschleichen So-Young Zweifel an ihrer Entscheidung, die anderen an die Polizei zu verraten; auch, weil die Zweckgemeinschaft mittlerweile zu einer Art Ersatzfamilie zusammengewachsen ist. Doch in der Nacht vor der Übergabe verlässt sie heimlich das gemeinsame Hotelzimmer. Dong-Soo ertappt Sang-Hyun dabei, sich ebenfalls mit Woo-Sung aus dem Staub machen zu wollen, und überredet ihn, von seinen Plänen Abstand zu nehmen. Auf dem Weg zur Übergabe trifft Sang-Hyun auf den jungen Gangster und bleibt mit diesem in einem Disput zurück. Dong-Soo und Hae-Jin gehen als Einzige zur Übergabe, wo bald darauf die Polizei erscheint. Dong-Soo und das junge Paar werden festgenommen, Woo-Sung wird auf Wunsch von So-Young in Su-Jins Obhut gegeben.
Am Ende des Films wird durch einen Brief Su-Jins an So-Young deutlich, dass die Polizistin über die Zeit von So-Youngs Haft versucht hat, Woo-Sungs „Familie“ zusammenzuhalten – es gibt regelmäßige Treffen mit den verhinderten Adoptiveltern, zu denen auch Hae-Jin und Dong-Soo gelegentlich kommen, und es scheint, als ob Su-Jin selbst auch Erfüllung in ihrer Mutterrolle findet. Zuletzt sehen wir Sang-Hyun, der offenbar immer noch auf der Flucht ist und keinen Kontakt zu den anderen mehr hat, aber So-Young von seinem alten Van aus beobachtet.

## Synchronisation
Die deutsche Fassung entstand bei Think Global Media Berlin nach einem Dialogbuch und unter der Dialogregie von Stefan Kaiser.
| Rolle         | Schauspieler/in | Synchronsprecher/in |
| ------------- | --------------- | ------------------- |
| So-young      | Ji-eun Lee      | Lea Kalbhenn        |
| Dong-soo      | Gang Dong-won   | Tim Knauer          |
| Sang-hyun     | Song Kang-ho    | Stefan Gossler      |
| Hae-jin       | Seung-Soo Im    | Karl Alwin Solvik   |
| Su-jin        | Doona Bae       | Marie Bierstedt     |
| Detective Lee | Lee Joo-young   | Janin Stenzel       |

## Rezeption und Veröffentlichung
Broker wurde in Branchenkreisen bereits im Vorfeld als möglicher Beitrag für das im Mai 2022 veranstaltete 75. Filmfestival von Cannes gehandelt. Tatsächlich wurde der Film in den Wettbewerb eingeladen, wo die Premiere am 26. Mai erfolgte. Kritiker des amerikanischen Branchendiensts IndieWire zählten Broker zu den 18 am meisten erwarteten Cannes-Beiträgen. Auch Peter Bradshaw (The Guardian) listete den Film unter seine 10 am meisten erwarteten Festivalbeiträge.
Nach der Premiere sahen in einem rein französischen Kritikenspiegel der Website Le film français 3 der 15 Kritiker Broker als Palmen-Favoriten an. Im internationalen Kritikenspiegel der britischen Fachzeitschrift Screen International erhielt der Film 1,9 von 4 möglichen Sternen und belegte unter allen 21 Wettbewerbsbeiträgen einen geteilten vorletzten Platz.
In Südkorea startete der Film am 8. Juni 2022 im Verleih von CJ Entertainment in den Kinos und erreichte mehr als 1,2 Millionen Besucher.
Das Lexikon des internationalen Films resümiert: „Ein mit einem besonderen Gespür für emotionale, dabei aber nie auf Effekt getrimmte Momente inszenierter Film, dessen Figuren durch ihre Ambivalenz und Verwundbarkeit stets menschlich wirken.“

## Auszeichnungen
Für Broker erhielt Koreeda seine sechste Einladung in den Wettbewerb um die Goldene Palme, den Hauptpreis des Filmfestivals von Cannes. Diesen hatte er bereits 2018 für das Familiendrama Shoplifters – Familienbande erhalten. Broker gewann den Ökumenischen Filmpreis Cannes 2022.
Song Kang-ho erhielt für seine Hauptrolle den Darstellerpreis. Auf dem Filmfest München wurde Broker mit dem Hauptpreis für den besten internationalen Film ausgezeichnet.